# 오코바역
오코바역(일본어: 大畑駅)은 일본 구마모토현 히토요시시에 위치한 규슈 여객철도 히사쓰 선의 철도역이다. 섬식 승강장 1면 2선의 구조를 갖춘 지상역이다.

## 타는 곳
| 1 | ■ 히사쓰 선 | (하행) | 요시마쓰 · 미야자키 · 가고시마 방면 | ※ 미야자키 · 가고시마 방면은 요시마쓰에서 환승 |
| 2 | ■ 히사쓰 선 | (상행) | 야쓰시로 · 구마모토방면             |                                                |

## 역 주변
- 오노 계곡

## 역사
- 1909년 12월 26일 : 가고시마 본선 소속역으로서 철도원이 개설.
- 1927년 10월 17일 : 해안 루트(센다이 본선) 전체 개통에 의해 히사쓰 선 소속으로 변경.
- 1986년 11월 1일 : 전자 폐색 장치 도입에 의해 무인화.
- 1987년 4월 1일 : 일본국유철도 분할 민영화에 의해, 규슈 여객철도가 승계.
- 2007년 11월 30일 : 오코바 역을 비롯한 주변의 철도시설 유산, 석조 급수탑 및 나팔꽃 분수가 미나미큐슈 근대화 산업 유산군의 물자 수송 관련 유산의 하나로서 선정.

## 인접 역
| 히사쓰 선              | 히사쓰 선   | 히사쓰 선          |
| ---------------------- | ----------- | ------------------ |
| 히토요시 야쓰시로 방면 | ■ 히사쓰 선 | 야타케 하야토 방면 |